# مراح الحباس
مراح الحباس  هي إحدى القرى اللبنانية من قرى قضاء جزين في محافظة الجنوب.

## اصل التسمية
مراح أي موضع يروح القوم منه أو اليه اما الحباس فحيث تحبس الماشية إذا كلمة مراح الحباس تعني الموضع حيث تحبس الحيوانات.

## عدد السكان والمساكن
يقدر عدد السكان المسجلين في سجلات الأحوال الشخصية في البلدة بـ 500 نسمة ينتمون بغالبيتهم الساحقة إلى طائفة الروم الكاثوليك مع أقلية صغيرة جداً من الموارنة، ويقدر عدد منازل البلدة بـ 150 منزلاً.

## الناخبون
بلغ عدد الناخبين في العام 1972، 138 ناخباً، وارتفع في العام 2000 إلى 304 ناخبين ووصل في العام 2009 إلى 339 ناخباً. ويتوزع الناخبون تبعاً للعائلات التالية:
- داغر: 140 ناخباً
- باسط: 67 ناخباً
- الناشف: 50 ناخباً
- نجم: 30 ناخباً
- يوسف: 21 ناخباً
- بولس (بولص): 18 ناخباً
- شخطورة: 13 ناخباً

## موقعها الجغرافي
- ارتفاعها عن سطح البحر: 440 متراً
- بعدها عن بيروت: 51 كلم
- بعدها عن صيدا:13 كلم
- بعدها عن جزين:19 كلم
- بعدها عن الارز:167 كلم 3 ساعات 11 د في السيارة
- بعدها عن نقطة المصنع الحدودية:89 كلم 2 ساعات في السيارة
- بعدها عن نقطة الناقورة الحدوردية:109 كلم 2 ساعات 28 د في السيارة
- بعدها عن الشوف 45 كلم
- بعدها عن النبطية:46 كلم
- بعدها عن مرجعيون:61 كلم
- بعدها عن البقاع الغربي:50 كلم
- تحدها من الغرب بلدة لبعا ومن الجنوب بلدة عين المير ومن الشرق والشمال بلدة كفرفالوس.

## اماكن العبادة
كنيسة مار يوحنا المعمدان يحتفل بعيده في 24 حزيران. وتقع القرية ضمن نطاق ابرسية صيدا ودير القمر لطائفة الروم الملكيين الكاثوليك.كما ان القرية تعد ثلاثة كهنة وراهب مخلصي ولاهوتيتن كثر

## الزراعة
من منتوجاتها: التبغ، الزيتون، الكرمة والخضار التين الفول الارز الصنوبر بالإضافة إلى الانواع التي تنشر على كافة الأراضي اللبنانية

## عائلاتها
اهالي القرية ينتمون إلى عائلات لبنانية عدة منها:
- عائلة داغر وهم سكان مراح الحباس الاصليين وأول من سكن القرية بما انهم كان يعملون فيها لدى مشايخ ال عبد الصمد الدروز ولما ضاقت بهم الاحوال اخذو يوزعون ويبيعون الأراضي وخصوصا إلى أبناء عائلة داغر سكان لبعا وكفرفالوس كما يبين احصاء الدولة العثمانية انذاك وهم منبثقين عن العائلة الام التي تنحدر اساسا من دولة البانيا وتنبثف منها عائلات نجم يوسسف وناشف.[2]
- عائلة باسط والتي يحكى ان اصلها من بلدة دير القمر فهاجر الجد ضاهر إلى مراح الحباس وانجب ابنه الوحيد نعمة الذي تزوج من سيدة من عائلة داغر تدعى حنة فانجب منها تسعة صبيان وثلاثة فتيات ويحكى انه بسبب بساطة الجد لقب بباسط.

## البلدية
لا بلدية في مراح الحباس، اما المخاتير فهم على التوالي: 
- المختار سليمان داغر على دورتين متتاليتين في الاعوام 1998 و 2004
- المختار وليد سمعان نجم في دورة ال 2010
- المختار شربل داغر في دورة العام 2016 .

## من تاريخ مراح الحباس
بعض الاحداث المهمة التي حصلت في البلدة:
- 27 تشرين الأول 1988: في مراح الحباس قصف الجنوبي مواقع الناصري ووقوع اصابات واثر عدة اشخاص
- 10 نيسان 1996: وضع حجر الاساس لكنيسة مار يوحنا المعمدان-مراح الحياس بحضور ممثلين عن ابرشيات من الغرب وفاعليات المنطقة
- 24 نيسان 2003 اكتشاف مقبرة جماعية في مراح الحباس وتحرك الجهات الرسمية
- 18 تموز 2007: انفجار عبوة ناسفة من دون وقوع اضرار بشرية
- 4 نيسان 2008: مقتل مواطنة في البلدة عن طريق الخطا
- تشرين الأول 2012: برعاية قائد الجيش العماد جان قهوجي ازيح الستار عن نصب تذكار للشهيد ايلي باسط في باحة البلدة